# Ždiarska vidla

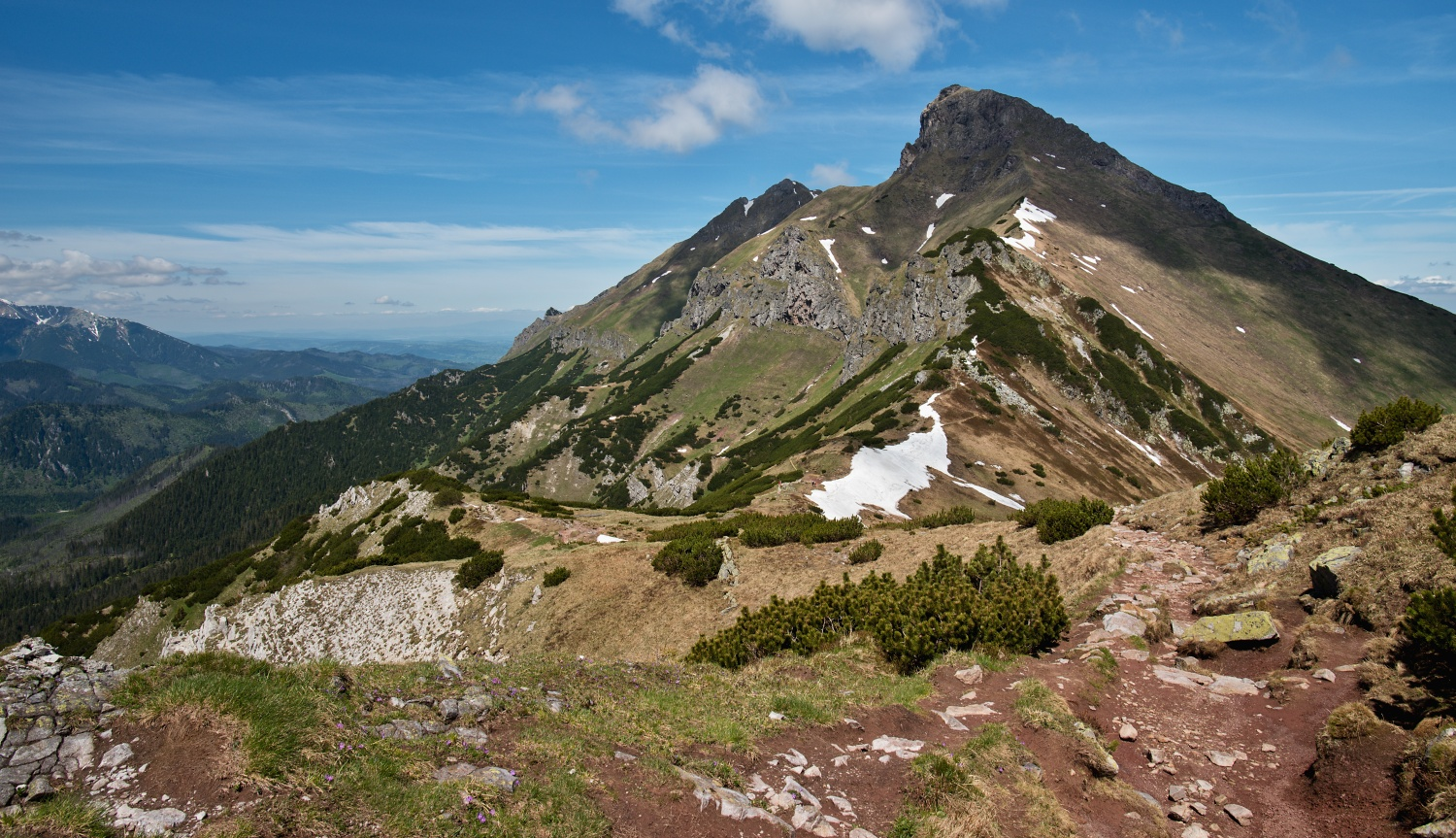
Ždiarska vidla z cesty do Vyšného Kopského sedla, 15.6.2021

Ždiarska vidla je druhý nejvyšší vrchol Belianských Tater o nadmořské výšce 2142 m, nejvyšším vrcholem je jen o něco vyšší Havran (2151,5 m n. m.).
Ždiarská vidla je dominantním vrchem Belianských Tater. Nejlépe viditelná je z Jahňačího štítu. V minulosti byl vrchol přístupný po turistické stezce z obce Ždiar. V současnosti je chodník z důvodu přísné ochrany rostlin a zejména živočichů (kamzíků) uzavřený, ačkoli se obec Ždiar snaží o jeho znovuotevření.
Během zimní sezóny (1. 11. - 15. 6.) je pro skialpinisty přístupný Široký úplaz pod vrcholem Ždiarské vidle.
Z vrcholu je výhled na obec Ždiar na severu a celé údolí zvané Podtatranská brázda. Na jižní straně je viditelná Javorová dolina, Zadné Meďodoly a Jahňací štít.